# Jennifer Geerlings-Simons
Jennifer Geerlings-Simons (nascuda Simons; Paramaribo, 5 de setembre de 1953) és una doctora i política surinamesa. D'ençà del 16 de juliol del 2025 és la 11a presidenta de Surinam després d'haver ocupat el càrrec de presidenta de l'Assemblea Nacional de Surinam entre 2010 i 2020, essent aleshores la segona presidenta del Parlament de Surinam. El 2024, esdevingué líder del Partit Nacional Democràtic del país sudamericà.
Arran de la victòria del seu partit a les Eleccions generals de Surinam del 2025, va ser triada presidenta el 6 de juliol d'aquell any, esdevenint així la primera presidenta en la història de Surinam.